# Missionarissen van de Heilige Familie

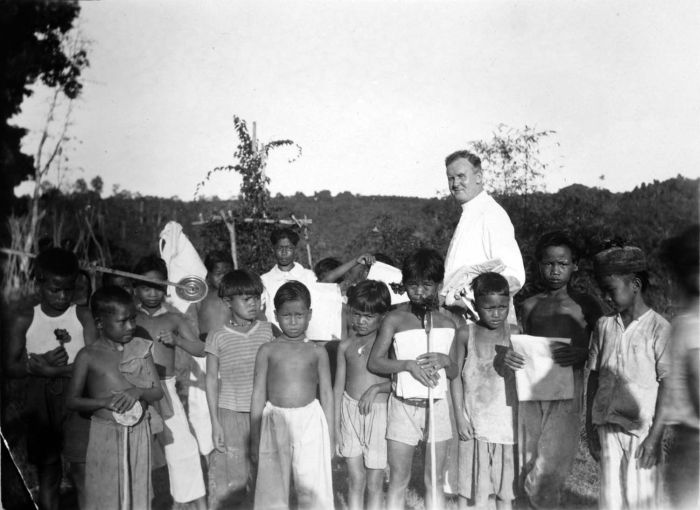
Missionaris Th. Jansen deelt op Borneo broeken uit die zijn geschonken door een missienaaikring

De Missionarissen van de Heilige Familie (Latijn: Missionarii a Sancta Familia; afgekort: MSF) is een rooms-katholieke missiecongregatie die in 1895 in Grave (Nederland) door Jean-Baptiste Berthier (1840-1908) werd opgericht.
De missionarissen zijn werkzaam in Duitsland, Frankrijk, Italië, Nederland, Noorwegen, Oostenrijk, Polen, Spanje, Tsjechië, Wit-Rusland, Zwitserland, Canada, de Verenigde Staten, Mexico, Argentinië, Bolivia, Brazilië, Chili, Madagaskar, Mozambique, Indonesië, de Filipijnen en Papoea-Nieuw-Guinea.